# Roundstone
Roundstone es una banda de rock inglesa que fue creada en 2006 por el exguitarrista y cofundador de la banda inglesa Keane. Los miembros de la banda son: Dominic Scott (voz y guitarra), Alistair Watson (piano), Andrew Morgan (bajo) y Benjamin Salmon (batería). La banda fue fundada bajo el nombre Babygrand, pero luego se cambió el nombre a Roundstone, como se le conoce en la actualidad.

## Historia
Después de abandonar Keane en 2001 para continuar sus estudios en la Escuela de Economía y Ciencia Política de Londres, Dominic Scott tuvo un descanso en la música y, a pesar del éxito de Keane, decidió no regresar a la banda. En 2006 fundó su propia banda, Roundstone. Mientras estudiaba en la universidad, desarrolló una amistad con Andrew Morgan, con quien hizo un dúo musical y después conocieron a Alistair Watson y a Benjamin Salmon; entre los cuatro formaron una banda llamada "Babygrand". El primer concierto que hicieron fue en mayo de 2006 en el Club de Electroacústica de Londres. Al inicio era un cuarteto de guitarras, pero luego se formó una banda de rock común.
Un año más tarde, los integrantes de la banda decidieron cambiarle el nombre y lo renombraron con el nombre "Roundstone", después de un concierto en Connemara, Galway, Irlanda.
A principios del año 2009, la banda lanzó su primer álbum, titulado DNA Unwinding el cual poseía un total de 10 canciones, entre ellas: Nightbus, con una duración tres minutos con cincuenta y un segundos; Thinnest of Threads, con una duración tres minutos con cuarenta y un segundos; entre otros. Luego en el año 2010 lanzaron un EP, titulado Russian Winter, el cual contenía únicamente tres canciones.

## Miembros de la banda
- Dominic Scott: voz, guitarra.
- Alistair Watson: bajo.
- Andrew Morgan: piano.
- Benjamin Salmon: batería.

## Discografía

### DNA Unwinding (2009)
| N.º | Título                | Duración |  |
| 1.  | «Nightbus»            | 03:51    |  |
| 2.  | «Thinnest of Threads» | 03:41    |  |
| 3.  | «Diamonds»            | 03:10    |  |
| 4.  | «Trouble»             | 03:06    |  |
| 5.  | «Wake Up Call»        | 04:44    |  |
| 6.  | «Want Of Trying»      | 03:19    |  |
| 7.  | «Gateway Face»        | 03:34    |  |
| 8.  | «Sleepwalker»         | 03:43    |  |
| 9.  | «Hopes»               | 05:11    |  |
| 10. | «Cells»               | 04:18    |  |

### Russian Winter EP (2010)
| N.º | Título             | Duración |  |
| 1.  | «Stones Unturned»  | 04:15    |  |
| 2.  | «London Rome»      | 05:19    |  |
| 3.  | «Lions and Tigers» | 04:19    |  |